# Fasta fastuosa
Espèce
Fasta fastuosa, la chrysomèle fastueuse, est une espèce d'insectes coléoptères de la famille des Chrysomelidae.

## Environnement
Se trouve sur des labiées: Galeopsis et Lamium.

## Liens externes

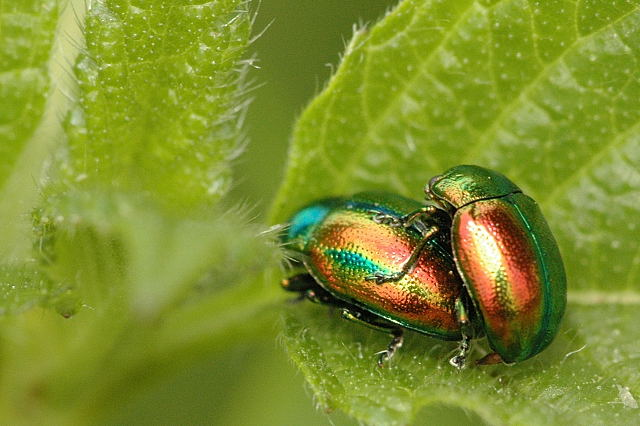
Couple de Chrysolina fastuosa, photographié dans les Ardennes belges